# 今村優香
今村優香（日语：いまむら ゆうか、1993年9月2日—）是日本青山學院大學女排主攻手，出身於東京都荒川區。 她也是全日本女子排球隊的排球運動員之一。
今村優香於2013年6月首次入選日本女排代表隊參加蒙特勒排球錦標賽。

## 球歴
- 駿台學園中學校
- 駿台學園高等學校
- 青山學院大學（2012年至今）

## 外部連結
- 青山學院大學排球隊內的今村優香個人資料